# California Girls
California Girls är en sång skriven av Brian Wilson och Mike Love och spelades in av The Beach Boys 1965. Låten släpptes och blev en populär sång och hit med en tredjeplacering på den amerikanska Billboard Hot 100. Dessutom finns den med på albumet Summer Days (And Summer Nights!!). Låtens sångharmonier inspirerade The Beatles till att parodiera partier av låten i "Back in the U.S.S.R." 1968.
Låten rankas # 72 på Rolling Stone magazine's lista över "The 500 Greatest Songs of All Time". År 2010 valdes låten in i Grammy Hall of Fame.

## Listplaceringar
| Lista (1965)   | Position          |
| -------------- | ----------------- |
| Kanada         | 2                 |
| Storbritannien | 26                |
| Sverige        | 18 (Kvällstoppen) |
| Sverige        | 6 (Tio i topp)    |
| USA            | 3                 |
| Västtyskland   | 30                |